# Amido florideano

Ilustração mostrando a ramificação da glucose polimerizada.

Amido florideano (ou amido das florídeas) é um tipo de glucano que serve de material de reserva da fotossíntese que é depositado livre no citoplasma das células das algas vermelhas e das glaucófitas. A designação «amido florideano» deriva de Florideae (presentemente geralmente designada por Florideophyceae), a classe de algas vermelhas a partir de cujas células o composto foi inicialmente identificado em meados do século XIX.

## Descrição
O amido florideano, frequentemente referido também como «amido das florídeas», é um tipo de glucano de armazenamento (um polissacarídeo de monómeros de D-glicose, unidos por ligações glicosídicas) encontrado nas glaucófitas e nas algas vermelhas (as rodófitas) onde geralmente constitui a forma primária de armazenamento do carbono fixado pela fotossíntese.
O composto, que ocorre em grãos ou grânulos no citoplasma das células, é um polímero composto por monómeros de glicose ligados por ligações α com um grau de ramificação intermédio entre a amilopectina e o glicogénio, embora mais similar à amilopectina. Devido às semelhanças estruturais com a amilopectina, o amido florideano é por vezes designado por "semi-amolopectina".
O amido florideano é um polímero constituído por moléculas de glicose interligadas primariamente por ligações do tipo α(1,4), com pontos de ramificação ocasionais formados por ligações do tipo α(1,6). Difere de outros polímeros comuns de glicose do tipo alfa-glucano pela frequência e posição dos ramos, o que dá origem a propriedades físicas distintas. O amido florideano é frequentemente descrito em contraste com o amido comum (uma mistura de amilopectina e amilose) e o glicogénio:
|                                   | Amido florideano                                                                                        | Amido | Glicogénio                                                          |
| --------------------------------- | --- | --- | ------------------------------------------------------------------- |
| Organismos                        | Algas vermelhas, glaucófitas                                                                            | Algas verdes, plantas                                                                                          | Algumas bactérias, alguns Archaea, fungos, animais                  |
| Composição                        | Semi-amolopectina; em geral sem amilose, embora existam alguns exemplos em que a amilose está presente. | Amilopectina e amilose.                                                                                        | Glicogénio                                                          |
| Localização do armazenamento      | Grânulos no citosol                                                                                     | No interior de plastídeos                                                                                      | Disperso no citosol                                                 |
| Blocos estruturais                | UDP-glicose                                                                                             | ADP-glicose | Eucariotas: UDP-glicose Bactérias: ADP-glicose                      |
| Ramificação                       | Nível de ramificação intermédio.                                                                        | Amilopectina: as ramificações são relativamente raras e ocorrem em grupos. Amilose: quase inteiramente linear. | Ramificações relativamente frequentes e uniformemente distribuídas. |
| Genes necessários para manutenção | < 12 | 30–40 | 6–12                                                                |

Historicamente, o amido florideano tem sido descrito como desprovido de amilose. No entanto, a amilose foi identificada como um dos componentes dos grânulos de amido floridiano em alguns casos, particularmente em algas vermelhas unicelulares.

## Evolução
Características como a presença de blocos estruturais de UDP-glicose e armazenamento citosólico diferenciam a linhagem Archaeplastida em dois grupos: as Rhodophyta (rodófitas) e as Glaucophyta (glaucófitas), que usam amido florideano como composto de armzenamento primário, e as algas e plantas verdes (Chloroplastida), que usam para esse fim amilopectina e amilose. Há evidências filogenómicas fortes de que os Archaeplastida são uma agrupamento monofilético, tendo evoluído a partir de um único evento primário de endossimbiose envolvendo um organismo eucariota heterotrófico e uma cianobactéria fotossintética.
Evidências bioquímicas e filogenéticas indicam que ambos os ancestrais teriam mecanismos estabelecidos para armazenamento de carbono. Com base na revisão do complemento genético dos genomas plastidiais modernos, o último ancestral comum dos Archaeplastida modernos muito provavelmente era possuidor de um mecanismo de armazenamento citosólico e terá perdido a maioria dos genes correspondentes da cianobactéria endossimbiótica.
De acordo com a hipótese atrás apontada, as rodófitas e glaucófitas mantiveram a deposição de amido citosólico do eucarionte ancestral. A síntese e degradação do amido em algas verdes e plantas é muito mais complexa, embora, significativamente, muitos dos enzimas que desempenham essas funções metabólicas no interior dos plastídeos modernos são identificáveis como de origem eucariótica e não bacteriana.
Em alguns raros casos, verificou-se que algumas espécies de algas vermelhas utilizam glicogénio citosólico em vez de amido florideano como polímero de armazenamento, como por exemplo a espécie Galdieria sulphuraria, uma alga unicelular extremófila da ordem Cyanidiales.
Outros organismos cuja história evolutiva sugere a ocorrência de endossimbiose secundária de uma alga vermelha também usam polímeros de armazenamento semelhantes ao amido florideano, sendo exemplo disso os dinoflagelados e os membros do agrupamento Cryptophyta. A presença de armazenamento semelhante ao amido florideano em alguns parasitas do agrupamento Apicomplexa é uma evidência que sustenta uma ancestralidade entre as algas vermelhas para o apicoplasto, um organelo não fotossintético.